# Cso Szumi
Cso Szumi (조수미; nyugaton: Sumi Jo; Szöul, 1962. november 22. –) dél-koreai opera-énekesnő, lírai koloratúrszoprán.

## Korai évei, tanulmányai

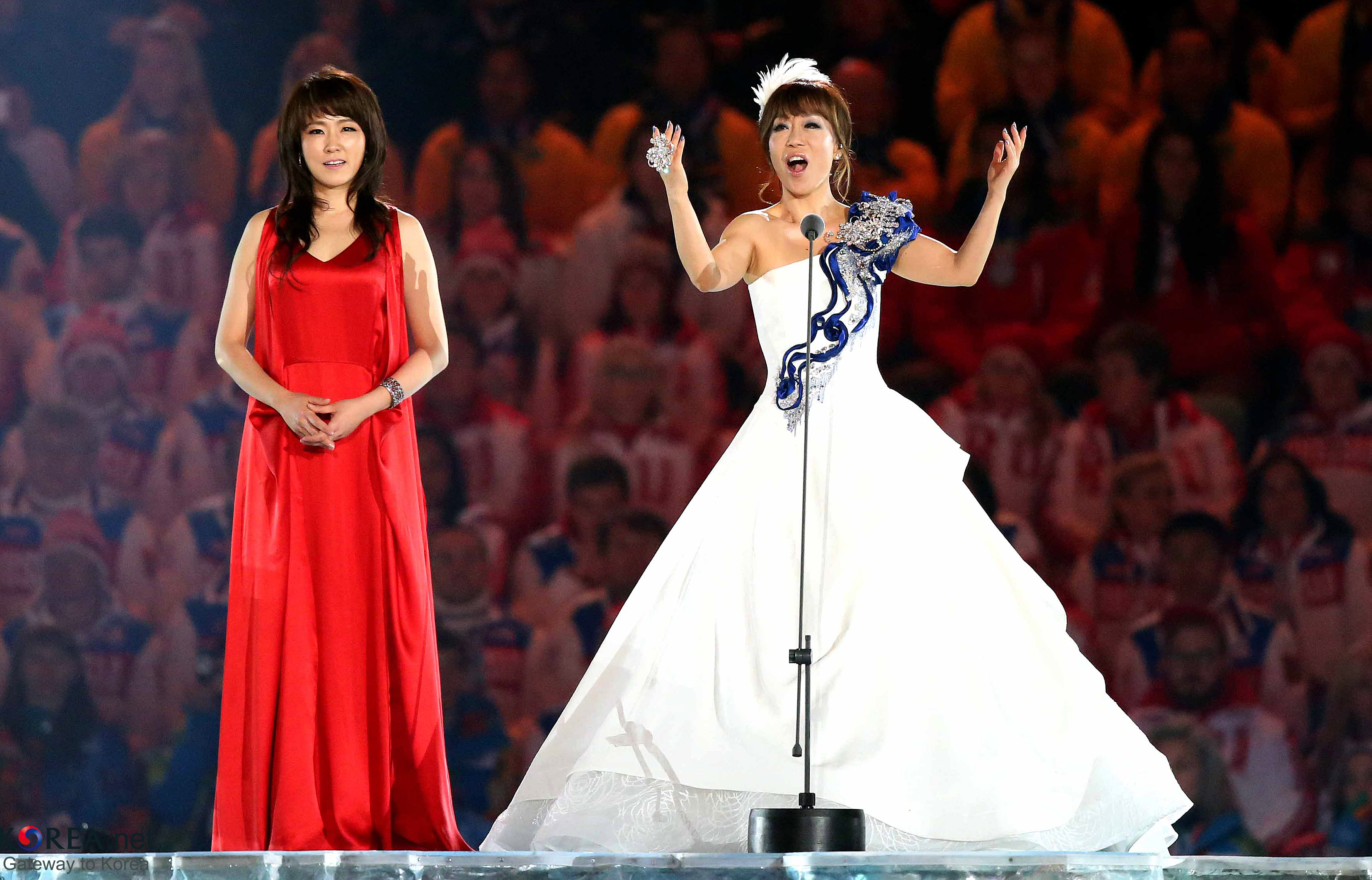
Cso Szumi (jobbra) a 2014. évi téli olimpiai játékok zárórendezvényén

Édesanyja amatőr énekes és zongorista volt, aki az 1950-es évek koreai politikai helyzete miatt nem tudott professzionális tanulmányokat folytatni. Azt azonban elhatározta, hogy lányát taníttatni fogja. Szumit már négyéves korában zongorázni,  hatéves korától pedig énekelni tanította. 1976-ban beíratta a Sun Hwa Arts School nevű magániskolába, ahol négy év múlva végzett zongora és ének szakon. Zenei tanulmányait ezután a szöuli National University-n folytatta 1981 és 1983 között. Énekesi debütálására már tanulmányai alatt sor került: szóló dalesteken szerepelt, majd a Szöuli Operában a Figaro házassága Susannájaként is bemutatkozott. 1983-ban Olaszországba utazott, s a római Santa Cecilia Akadémián tanult Carlo Bergonzi és Giannella Borelli irányításával. Eközben Olaszország számos városában koncertezett, de szerepelt a rádióban és a televízióban is. Az akadémián 1985-ben végzett, majd ezt követően Elisabeth Schwarzkopf tanítványa lett. Számos nemzetközi énekversenyen vett részt (Szöul, Nápoly, Enna, Barcelona, Pretoria). 1986 augusztusában első díjas lett a világ egyik legfontosabb énekes versenyén, a veronai Carlo Alberto Cappelli nemzetközi versenyen.

## Pályafutása
Nagy európai bemutatkozására 1986-ban került sor: a trieszti  Teatro Comunale Giuseppe Verdiben énekelte Giuseppe Verdi Rigolettójában Gilda szerepét. A sikeres bemutatkozás felkeltette  Herbert von Karajan érdeklődését is, és meghívta Oscar szerepére, az 1987-es Salzburgi Fesztiválon bemutatandó Álarcosbál előadásra, Plácido Domingo mellé. A milánói Scalában 1988-ban debütált, Niccolò Jommelli (1714–1774) Fetonte című operájában, Thetiszt énekelte.  Még ebben az évben bemutatkozott a Bajor Állami Operában, és ismét szerepelt a Salzburgi Ünnepi Játékokon, Barbarinát énekelte a Figaro házasságában. 1989-ben Bécsben, majd ismét Salzburgban szerepelt. Ebben az évben mutatkozott be New Yorkban, a Metropolitanban, ahol a Rigoletto Gildáját énekelte. Sikere nyomán azóta rendszeresen visszahívják a Met bemutatóira. Cso Szumi a világ legkeresettebb énekesnői közé lépett.
1990-ben Chicagóban énekelt, Mozart A varázsfuvola című operájának Éj királynője szerepét énekelte. A következő évben a Metropolitanben Oscart, majd Londonban, a Covent Gardenben Olympiát énekelte a Hoffmann meséiben (Jacques Offenbach). 1993-ban Gaetano Donizetti Lammermoori Luciájának címszerepét a Metropolitanben, a következő évben pedig Los Angelesben Richard Strauss Rózsalovagjában Sophie-t énekelte. 1995-ben az  Aix-en-Provence-i fesztiválon szerepelt az Ory grófjában (Gioachino Rossini ). 2007-ben, pályafutása során először énekelte a Traviata Violettáját a touloni operában.
A következő időszakban igen sűrű lett elfoglaltsága, amit csak a városok sorolása is bizonyít: Strasbourg, Barcelona, Berlin, Párizs, Brüsszel, Santiago de Chile, Minnesota, New York, Los Angeles, Bilbao, Oviedo, Bologna, Trieszt, Detroit, Boston, Pittsburgh, Róma, Washington, Buenos Aires, Sydney, Liège stb. Ezek a fellépések természetesen újabb és újabb szerepekkel jártak, miközben régi szerepeit is énekelte. Mindeközben partnerei voltak a világ leghíresebb énekesei és karmesterei. Operaházi szerepei mellett számos szimfonikus zenekarral kísért koncertet (például Carl Orff: Carmina Burana) és dalestet is adott.
2002-ben énekelt a Dél-Korea és Japán által rendezett labdarúgó világbajnokság záróünnepségén, 2008-ban pedig a pekingi olimpián rendezett koncerten.
Több mint ötven hangfelvétele jelent meg, közöttük tíz szólóalbum. A felvételek között teljes operák, oratóriumok és operettek mellett zenekari kíséretes művek és Broadway-darabok is vannak. Kiemelkedő közülük a Solti György által dirigált Árnyék nélküli asszony és a Karajan vezényelte Álarcosbál.

## Szerepeiből
Közreműködésével több mint ötven hangfelvétel készült (CD, DVD).
| - Adele, Ory grófja (Gioachino Rossini) - Amina, Az alvajáró (Vincenzo Bellini) - Barbarina, Figaro házassága (Wolfgang Amadeus Mozart) - Blondchen, Szöktetés a szerájból (Wolfgang Amadeus Mozart) - Dinorah, Dinorah (Giacomo Meyerbeer) - Elvira, A puritánok (Vincenzo Bellini) - A Sólyom hangja, Az árnyék nélküli asszony (Richard Strauss) - Fiorilla, A török Itáliában (Gioachino Rossini) - Gilda, Rigoletto (Giuseppe Verdi) - Júlia, Rómeó és Júlia (Vincenzo Bellini) - Lakmé, Lakmé (Léo Delibes) - Le feu, A gyermek és a varázslat (Maurice Ravel) - Lucia, Lammermoori Lucia (Gaetano Donizetti) | - Marie, Az ezred lánya (Gaetano Donizetti) - Matilde, Angliai Erzsébet (Gioachino Rossini) - Norina, Don Pasquale (Gaetano Donizetti) - Olympia, Hoffmann meséi (Jacques Offenbach) - Oscar, Az álarcosbál (Verdi) - Az Éj Királynője, A varázsfuvola (Wolfgang Amadeus Mozart) - Rosina, A sevillai borbély (Gioachino Rossini) - Sophie, A rózsalovag (Richard Strauss) - Susanna, Figaro házassága (Wolfgang Amadeus Mozart) - Violetta, Traviata (Giuseppe Verdi) - Zerbinetta, Ariadne Naxos szigetén (Richard Strauss) - Zerline, Fra Diavolo (Daniel Auber) |

## Díjai, elismerései (válogatás)
- 1985 – A Viotti Nemzetközi Zenei Verseny győztese (Trieszt, Olaszország)
- 1986 – A Francisco Viñas nemzetközi énekverseny győztese (Barcelona, Spanyolország)
- 1995 – Dél-Korea Kulturális Érdemrendje
- 2003 – UNESCO „Művész a békéért” címe
- 2006 – Koreai kultúra és művészet büszkesége díja
- 2008 – Nemzetközi Puccini-díj

## Fordítás
- Ez a szócikk részben vagy egészben  a   Sumi Jo című angol Wikipédia-szócikk ezen változatának fordításán alapul.  Az eredeti cikk szerkesztőit annak laptörténete sorolja fel. Ez a jelzés csupán a megfogalmazás eredetét és a szerzői jogokat jelzi, nem szolgál a cikkben szereplő információk forrásmegjelöléseként.